# Fédération de Maurice de football
La Fédération de la république de Maurice de football, en anglais Mauritius Football Association (MFA) est une association regroupant les clubs de football de Maurice et organisant les compétitions nationales et les matchs internationaux de la sélection de république de Maurice.
La fédération nationale de Maurice est fondée en 1952. Elle est affiliée à la FIFA depuis 1962 et est membre de la CAF depuis 1963.